# Bobino 70
Bobino 70  ou Le temps de vivre est un album 33 tours / 30 cm de Georges Moustaki, enregistré en public à Bobino et sorti en 1970.
Connaissant le succès et la célébrité en tant qu’interprète avec son disque Le Métèque sorti un an auparavant, Georges Moustaki est tête d’affiche à Bobino en 1970.
L’enregistrement reprend des titres que Moustaki a écrit pour d’autres interprètes, notamment Reggiani (Votre fille a 20 ans, Requiem pour n’importe qui, Ma liberté), et d’autres enregistrés aux débuts oubliés de sa carrière d’interprète (Dans mon hamac, Eden Blues, Donne du rhum à ton homme, Dire qu’il faudra mourir un jour).
Moustaki n’ayant jamais enregistré Ma liberté en studio, la version de ce concert fut reprise dans la majorité des compilations du chanteur.

## Les titres
| 1. | Le temps de vivre    | Georges Moustaki                   | Georges Moustaki                   | 5 min 34 s |
| 2. | Votre fille a 20 ans | Georges Moustaki                   | Georges Moustaki                   | 2 min 52 s |
| 3. | La pierre            | Georges Moustaki                   | Mános Hadjidákis                   | 3 min 40 s |
| 4. | Dans mon hamac       | Georges Moustaki                   | Georges Moustaki                   | 3 min 38 s |
| 5. | Nos corps            | Georges Moustaki et Georges Brunon | Georges Moustaki et Georges Brunon | 5 min 02 s |

| 6.  | Requiem pour n’importe qui       | Georges Moustaki | Georges Moustaki | 2 min 30 s |
| 7.  | Ma liberté                       | Georges Moustaki | Georges Moustaki | 2 min 35 s |
| 8.  | Eden Blues                       | Georges Moustaki | Georges Moustaki | 5 min 00 s |
| 9.  | Donne du rhum à ton homme        | Georges Moustaki | Georges Moustaki | 4 min 00 s |
| 10. | Dire qu’il faudra mourir un jour | Georges Moustaki | Georges Moustaki | 2 min 40 s |
| 11. | Ye ye ye                         | Georges Moustaki | Georges Moustaki | 2 min 05 s |

## Interprètes
- Georges Moustaki : chant, guitare
- Catherine Le Forestier : chant
- Joël Favreau : guitare
- Michel Gaudry : contrebasse
- Daniel Montagut : tabla
- Jean-Charles Capon : violoncelle

- Direction artistique : Jacques Bedos
- Directeur de production : Henri Belolo
- Ingénieur du son : Claude Martenot
- Photographe : Thierry Maindrault